# Список воинов, удостоенных звания Героя Советского Союза за боевые подвиги при прорыве блокады Ленинграда
Список воинов, удостоенных звания Героя Советского Союза за боевые подвиги при прорыве блокады Ленинграда
| № п/п | Фамилия Имя Отчество          | Род войск | Годы жизни | Воинское звание, должность, подразделение, часть, соединение на день присвоения звания                                                         | Дата присвоения звания |
| ----- | ----------------------------- | --------- | ---------- | --- | ---------------------- |
| 1     | Заика, Григорий Андреевич     | пехота    | 1909—1960  | Старший лейтенант, командир 5-й роты 272-го полка 123-й стрелковой дивизии                                                                     | 10 февраля 1943        |
| 2     | Зеленов, Николай Андрианович  | авиация   | 1917—1944  | Старший лейтенант, заместитель командира эскадрильи 154-го истребительного авиаполка                                                           | 10 февраля 1943        |
| 3     | Лапшов, Иван Антонович        | пехота    | 1917—1978  | Сержант, старшина роты 342-го полка 136-й стрелковой дивизии                                                                                   | 10 февраля 1943        |
| 4     | Макаренков, Иван Михайлович   | танкист   | 1918—2004  | Старшина, механик-водитель 549-го танкового полка 61-й танковой бригады                                                                        | 10 февраля 1943        |
| 5     | Мациевич, Василий Антонович   | авиация   | 1913—1981  | Капитан, командир эскадрильи 26-го истребительного авиаполка 7-го истребительного авиационного корпуса                                         | 10 февраля 1943        |
| 6     | Молодцов, Дмитрий Семенович   | пехота    | 1908—1943  | Рядовой, боец 270-го полка 136-й стрелковой дивизии                                                                                            | 10 февраля 1943        |
| 7     | Осатюк, Дмитрий Иванович      | танкист   | 1917—1999  | Лейтенант, командир роты 549-го танкового батальона 61-й танковой бригады                                                                      | 10 февраля 1943        |
| 8     | Пилютов, Пётр Андреевич       | авиация   | 1906—1960  | Капитан, заместитель командира 154-го истребительного авиационного полка 39-й авиационной дивизии 13-й воздушной армии                         | 10 февраля 1943        |
| 9     | Пирогов, Тимофей Ефимович     | пехота    | 1919—1981  | Младший сержант, командир отделения 270-го полка 136-й стрелковой дивизии 67-й армии                                                           | 10 февраля 1943        |
| 10    | Покрышев, Пётр Афанасьевич    | авиация   | 1914—1967  | Капитан, командир эскадрильи 154-го истребительного авиаполка 275-й истребительной авиадивизии 13-й воздушной армии                            | 10 февраля 1943        |
| 11    | Свитенко, Николай Иванович    | авиация   | 1913—2007  | Капитан, командир эскадрильи 7-го истребительного авиационного полка 5-й смешанной авиационной дивизии 23-й армии                              | 10 февраля 1943        |
| 12    | Симоняк, Николай Павлович     | пехота    | 1901—1956  | Генерал-майор, командир 136-й стрелковой дивизии 67-й армии                                                                                    | 10 февраля 1943        |
| 13    | Харитонов, Василий Николаевич | авиация   | 1922—2002  | Старший лейтенант, командир звена 123-го истребительного авиационного полка 7-го истребительного авиационного корпуса, Ленинградская армия ПВО | 10 февраля 1943        |